# 외교·국방장관 회의
외교·국방장관 회의는 두 국가의 외교·국방장관이 한 자리에 모여서 양국의 외교안보 관련 분야를 논의하는 회의를 말한다. 2+2 회의(2+2 meeting)라고도 한다. 이 회의는 양국의 외교 안보 분야의 협력 체제를 보여준다는 의미, 양국 동맹의 수준을 높여주는 상징적 의미를 지닌다. 미국은 자체적으로 핵심동맹국으로 분류하는 일본·호주와 이런 형태의 회의를 진행한다. 미국과 호주는 1985도년부터 매년마다 2+2회의를 하고 있다. 미국과 일본은 1990년부터 이러한 형식의 회의를 진행했으나, 2007년 이후 한동안 중단되었다. 회의 중단의 배경에는 오키나와 후텐마 공군기지 이전과 관련해서 양국간의 충돌과 연관이 있다.

## 미국 - 호주
미국과 호주는 매년마다 AUSMIN이라는 이름의 2+2회의를 진행한다. 이 회의에서 미국의 국무부 장관과 국방부 장관, 호주의 외무부·국방부 장관이 참석한다. 여기서 양국간의 지역·외교 문제는 물론이고, 세계적 이슈와 관련해서 의견을 나눈다. 또한 이런 회의를 통해 양국간의 동맹관계의 굳건함을 강조한다. 2010년까지 양국은 호주의 시드니·캔버라·애들레이드, 미국의 워싱턴DC에서 이 회의를 개최하였다.

## 미국 - 일본
미국과 일본은 미·일 안전 보장 협의 위원회라는 이름으로 양국의 외교·국방을 담당하는 장관들끼리 회의를 진행하였다. 양국은 2010년까지 일본의 도쿄, 미국의 뉴욕·워싱턴DC에서 각각 회의를 진행하였다.